# 博尔德斯海滩
博尔德斯海滩（Boulders Beach）是位于南非西开普省开普敦西蒙镇開普半島的一個海灘，是南非桌山国家公园一部分。1982年，有一群黑脚企鹅在此定居。